# 光る川
『光る川』（ひかるかわ）は、2025年3月22日に公開された日本映画。監督は金子雅和、主演は華村あすか。
松田悠八の小説『スタンドバイミ-一九五〇』を原作に、長良川流域の民話や伝承からインスパイアを受けて金子雅和が自由な発想のもと飛躍させ、映画用のオリジナル脚本を書き上げた物語。

## あらすじ
1958年の夏の終わり。少年ユウチャは、台風に脅かされ続ける川沿いの集落に住んでいる。
ある日、紙芝居屋がやってきて子どもたちを集め、その土地で古くから伝わる洪水伝説を描いた紙芝居「鵜の眼の伝説」を語って見せる。ユウチャはその物語から、失恋の末に山奥の淵で入水した娘・お葉を知る。彼女が亡くなって以来、その悲しみは数十年に一度、大洪水を引き起こしているという。
大きな台風が近づいている。ユウチャは子供ならではの好奇心と純粋さで、洪水を止め、更にはお葉の悲しみを癒そうと、大人でさえ恐れる山奥の淵へ向かう。

## キャスト
- お葉：華村あすか
- 朔：葵揚
- ユウチャ / 枝郎：有山実俊
- 常吉：安田顕
- ハルオ：足立智充
- アユミ：山田キヌヲ
- バッチャ：根岸季衣
- 紙芝居屋：堀部圭亮
- 松：渡辺哲
- 楷：松岡龍平
- 棗：石川紗世
- 栃：平沼誠士
- 梗：星野富一
- 金平：髙橋雄祐

## スタッフ
- 監督・編集：金子雅和
- 脚本：金子雅和、吉村元希
- 原作：松田悠八『スタンドバイミ-一九五〇』
- 音楽：高木正勝
- 撮影：山田達也
- 美術：部谷京子
- 照明：玉川直人
- 音響：黄永昌
- スタイリスト：野口吉仁
- ヘアメイク：鎌田英子　山下奈巳
- OPアニメーション：高橋昂也
- 紙芝居制作：金子美由紀
- 助監督：土屋圭
- 制作担当：石川真吾
- スチール：山崎みを
- エグゼクティブプロデューサー：中谷克彦　酒井興子
- 企画・プロデュース：森岡道夫　福原まゆみ
- プロデューサー：松本光司（プロジェクト・ドーン） 片山武志（カルチュア・エンタテインメント）
- 配給宣伝：カルチュア・パブリッシャーズ
- 制作プロダクション：プロジェクト・ドーン
- 製作：長良川スタンドバイミーの会

## 映画祭
- 第62回ヒホン国際映画祭（スペイン・ヒホン）Retueyos国際コンペティション部門 ユース審査員最優秀長編映画賞 受賞[4]
- 第2回沖縄環太平洋国際映画祭（日本・沖縄）コンペティション長編部門 正式上映[5]
- 第45回ポルト国際映画祭（ポルトガル・ポルト） オリエント・エクスプレス部門 最優秀作品賞（*アジア作品の最高賞）受賞[6]
- 第11回サウジ映画祭（サウジアラビア・ダンマーム）JAPAN SPOTLIGHT部門 招待上映[7]
- 第25回ニッポン・コネクション（ドイツ・フランクフルト）NIPPON VISIONS部門 正式上映[8]
- 第17回ライトハウス国際映画祭（アメリカ・ロングビーチアイランド）Narrative Features Competition部門 最優秀作品賞 受賞[9]
- 第14回トロント日本映画祭（カナダ・トロント）審査員スペシャルメンション 授与[10][11]
- 第23回イスキア映画祭（イタリア・イスキア島）長編コンペティション部門 最優秀撮影賞 受賞[12][13]
- 第11回プエルタス映画祭（スペイン・プエルタス）長編映画部門 正式上映[14]
- 第12回桃園電影節（台湾・桃園）パノラマ・エンカウンター部門 正式上映[15]